# Paul Rendall
Paul Rendall (Londres, 18 de febrero de 1954-12 de junio de 2023) fue un jugador de rugby inglés que jugó en la posición de pilar y jugó en dos ediciones de la Copa Mundial de Rugby.

## Carrera

### Club
Jugó toda su carrera con el Wasps RFC de 1975 a 1992, con el que ganó la Premiership Rugby en 1990.

### Selección nacional
Representó a Inglaterra en 28 ocasiones de 1984 a 1991, participó en cinco ediciones del Torneo de las Seis Naciones y en dos ediciones de la Copa Mundial de Rugby, jugando tres partidos en la edición de 1987 y en uno en 1991 donde llegó a ser finalista.

## Muerte
Fue diagnosticado con esclerosis lateral amiotrófica en 2022 y murió a causa de la enfermedad el 12 de junio de 2023 a los 69 años.